# Belgium kulturális élete
A belga kultúra megvitatása két aspektusból történhet. Megvitatandó egyrészt általában a belgák, vagy a belgák nagy részének kulturális helyzete nem tekintve az általuk beszélt nyelvet, valamint ugyancsak fontos a fő kulturális közösségeket, külön a flamandokat, a francia nyelvű brüsszelieket és a vallonokat számbavenni.
A legtöbb belga hajlik arra, hogy kultúrájukat, mint az európai kultúra, vagy nyugati kultúra fontos részét szemléljék. Mindezek mellett mindkét fő közösség megragadja kulturális lehetőségeit nagyrészt saját közösségén belül. Végül, a dolgok mögé tekintve, a flamandok intenzíven hozzák a mind az angol nyelvű kultúra (mely a tudományokat, a média, a hírek nagy részét jelenti) és a francia, és más latin kultúrákat, míg a francia nyelvet beszélők Párizs kulturális életét figyelik – a franciául beszélő világgal (la francophonie) tartanak, és kevésbé fókuszálnak kifelé. Egy tisztán tudományos vita magában foglalná a különböző belga etnikai kisebbségek kultúráját, úgymint a zsidó kultúrát, ami a flamand kultúra kiemelkedő részét képezte – különösen Antwerpenben több mint ötszáz éven át.

## Művészet
Múzeumok
Belgium változatos múzeumi világgal és ideiglenes kiállításokkal rendelkezik.
- Királyi Szépművészeti Múzeum, Brüsszel
- Királyi Szépművészeti Múzeum, Antwerpen, filmszínházával, koncerttermével és sok kor műremekeivel, mint a nagy René Magritte-gyűjtemény és csodálatos Rubens-gyűjteménye, vagy a Groeningen Múzeum, Bruggében, a flamand primitív festőkkel.
- Plantin–Moretus Múzeum, Antwerpen. A világörökséghez tartozó múzeum rendelkezik egy teljes egészében fennmaradt 17. századi nyomdával és üzlethelyiséggel.

## Képregények
Belgiumnak sok ismert képregény rajzolója van, mint Hergé (Tintin kalandjai), Peyo (Hupikék törpikék), Franquin (Spirou et Fantasio, Marsupilami, Gaston), Willy Vandersteen (Spike and Suzy), Morris (Lucky Luke), Edgar P. Jacobs (Blake és Mortimer) és Marc Sleen (Nero).
A leggyakrabban olvasott képregényírók:
Jean Van Hamme (XIII, Largo Winch, Thorgal, STB.), Raoul Cauvin (Les Tuniques Bleues, Agent 212), François Schuiten és Benoît Peeters (Les Cités Obscures).
Belgium több, ismert képregényújság és kiadóik hazája; az olyanoké, mint Dupuis (Spirou magazine), Le Lombard (Tintin magazine) és Casterman.

## Zene
Sok fontos klasszikus szerző született Belgiumban. A leghíresebb vitathatatlanul César Franck de Henri Vieuxtemps, Eugéne Ysaye, Guillaum Lekeu, és Wim Mertens ugyancsak említésre méltók.
Az ismert énekesek közé tartoznak úttörők is mint Bobbejaan Schoepen, Jacques Brel, Johnny Halliday (mielőtt franciává lett volna), Arno, és Maurane.
Adolphe Sax, a szaxofon feltalálója, Belgiumban született. Az országnak nagyon aktív dzsesszélete van, olyan külföldi elismerésre szert tett szereplőkkel, mint Aka Moon, Maak's Spirit és Octurn. A harmonikás Toots Thielemans és a gitáros Philip Catherine talán a legismertebb dzsesszmuzsikusok.
Az 1990-ben alakult Hooverphonic, a belga popbanda külföldi figyelmet vívott ki a ’96-os Bernardo Bertolucci film – Ballo da Soala (A tolvaj szépség) filmzenéjével. Továbbá olyan híres popzenészek származnak Belgiumból mint Axelle Red, Vaya Con Dios, vagy K's Choice.
A belga elektronikus zene fontosabb képviselői közé tartozik a Front 242, Praga Khan és a dEUS.
A belga hiphopban említendő a Startlam, CNN (Brüsszeli tagokkal) és a t'Hof van Commerce a 90-es évek közepén.

## Építészet
Sok régi építészeti emlék látható még, mint a román stílusú Collégiale Saint-Gertrude de Nivelles (1046), a tournai-i Notre Dame-katedrális, a gótikus antwerpeni katedrális (15. sz.) és a barokk brüsszeli főtér (Grand-Place, Grote Markt).
Híres Art Nouveau építészek, mint Victor Horta, Henry van de Velde befolyásolták a 20. század építészetét műveikkel Belgiumban és külföldön.

## Filmművészet
Belgium több ízben kapott elismerést a cannes-i filmfesztiválon – Benoît Poelvoorde, Luc és Jean-Pierre Dardenne stb.) – de más, kevésbé ismert filmfesztiválokon is. A belga filmek általában a kis költségvetésű filmek közé tartoznak.

## Gasztronómia
Finom főztök és finom sörök a belga kultúra minden részén fellelhetők. Nagy presztízsű sörfőzők például a trappista szerzetesek. Technikailag ezek a sörök világos sörök („ale”), és minden kolostornak tradicionálisan saját sörfőzdéje van saját üvegezéssel (az alak, magasság és szélesség változó). Összesen hat belga (valamint egy holland) sörfőzde jogosult a trappista sört gyártani (zárójelben a sörfőzde neve):
1. Chimay (sör) (Bières de Chimay)
2. Orval (sör) (Brasserie d'Orval)
3. Rochefort (sör) (Brasserie de Rochefort)
4. Westmalle (Brouwerij Westmalle)
5. Westvleteren (Brouwerij Westvleteren)
6. Achel (Brouwerij de Achelse Kluis)

Bár a belga konyha a francia konyhához kapcsolódik, néhány recept kifejezetten itteninek mondott, mint a sültkrumpli (függetlenül az elnevezésétől), a Vlaamse stoofkarbonnaden aka carbonnades flamandes sörben, mustárral és babérlevéllel együtt párolt steak, a spekulaas egyfajta aprósütemény), a belga Waffle, Waterzooi- csirke vagy hal szósszal és zöldséggel-, az endive, egyfajta zöldséges húsleves – besamelmártással, brüsszeli öntettel, belga praliné (Belgiumnak vannak a legnevesebb csokoládégyártó cégei), és a Paling in 't Groen – angolna zöldfűszerekkel.
A belga aprósütemények aromájukról és különös textúrájukról híresek.

## Folklór
A fesztiválok lényeges szerepet töltenek be a belga kulturális életben. Majdnem minden városnak megvan a maga fesztiválja, néhányuk története sok száz évre vezethető vissza. Ezek nemcsak turistacsalogató ünnepségek. Igazi autentikus ünnepségek, melyeket több hónapos előkészület előz meg. Egyike a legnagyobb fesztiváloknak a háromnapos Binche karnevál, Mons közelében, melyet a 40 napos nagyböjt (hamvazószerda és Húsvét között ) megkezdése előtt
tartanak. Másik ilyen alkalom a májusi „Szent Vér Körmenet” Bruggében.
a Binche-beli karnevál alatt, „GILL”-ek vezetik a körmenetet, akik férfinak öltözött, óriási fejfedőben és díszes ruházatban parádézó résztvevők. Sok ilyen fesztivál alkalmával tartanak sportversenyeket, mint kerékpárversenyt, amelyet sokszor a település búcsújakor (kermis) tartanak.

## Ünnepek
A nemzeti ünnep július 21, I. Lipót belga király eskütételének napja (1831).
Jóllehet nem állami ünnep december 6. ez hollandul a Sinterklaas, vagy franciául Saint Nicolas, vagyis a Mikulás. Ez egyfajta előkarácsony. December 5. estéjén, ágybabújás előtt a gyerekek cipőiket a tűz mellé teszik, benne vízzel vagy borral és répával, a Mikulás lovának vagy szamarának (újabban angolszász hatásra rénszarvasainak). Éjjel azután megérkezik a Mikulás (aki hagyományosan Spanyolországból jön Belgiumba gőzhajón, a kéményen keresztül bemegy a házba, és lerakja ajándékait. Akkor magához veszi az eleséget, felmászik a szánjához, megeteti állatait és így folytatja útját. Azt is tudja, hogy a gyerekek jók vagy rosszak voltak. A jó gyerekeknek a Mikulás játékot hoz, a rossz gyermekeket a krampusz (Zwarte Piet, azaz Fekete Péter) megbünteti. Ezt az ünnepet a holland és a belga gyerekek különösen szeretik. Holland emigránsok importálták a tradíciót az Amerikai Egyesült Államokba (ott Santa Claus és karácsonyhoz kapcsolódik). Nyugat-Flandriában hagyományosan a pannóniai származású Szent Márton hozza az ajándékokat november 11-én a Mikulás helyett.
Karácsony kevésbé bensőséges ünnep, mint Magyarországon. A karácsonyfát már napokkal, esetleg hetekkel korábban feldíszítik. Szenteste a legtöbb családban nem ünnep, csak karácsony napján (amely munkaszüneti nap karácsony másnapjával együtt) van együtt a család. Az ajándékozás ilyenkor kevésbé szokás, és ha megajándékozzák egymást a családtagok, akkor személyesen nyújtják át az apróbb, jelképes ajándékaikat.
Újév napja szintén családi ünnep. Ilyenkor a gyerekek előre megírt leveleiket olvassák fel a szülők, nagyszülők és keresztszülőknek. Ebben az új évre tett jó elhatározásaikat fogalmazzák meg. Cserébe ajándékot, újabban pénzt kapnak a felnőttektől.

## Lásd még
- híres belgák